# 切濟耶尼鄉
44°11′N 24°16′E / 44.183°N 24.267°E
切濟耶尼鄉（羅馬尼亞語：Comuna Cezieni, Olt），是羅馬尼亞的鄉份，位於該國南部，由奧爾特縣負責管轄，處於布加勒斯特以西150公里，每年平均降雨量962毫米，海拔高度114米，2007年人口1,932。